# Persona 3 The Movie: No. 3, Falling Down
«Persona 3 The Movie: #3 Falling Down» (яп. 劇場版「ペルソナ3」第3章, кириліз.: Ґекіджьобан Перусона 3 Даі Сан Шьо; укр. Персона 3. Фільм 3: Падіння вниз) — японський анімаційний фільм 2015 року. Це третя частина серії фільмів, що адаптує рольову відеогру Persona 3, спочатку розроблену і видану у 2006 році компанією Atlus. Режисером виступив Кеітаро Мотонаґа, а сценаристом — Джюн Кумаґаі. Прем'єра фільму відбулася 4 квітня 2015 року.

## Акторський склад
- Акіра Ішіда — Макото Юкі, Фароз, Рьоджі Мочідзукі
- Меґумі Тойоґучі — Юкарі Такеба
- Кьосуке Торіюмі — Джюнпеі Іорі
- Ріе Танака — Міцуру Кіріджьо
- Хікару Мідорікава — Акіхіко Санада
- Маміко Ното — Фуука Ямаґіші
- Маая Сакамото — Аіґіс
- Меґумі Оґата — Кен Амада
- Ісаму Танонака — Ігор
- Міюкі Савашіро — Елізабет, Чідорі Йошіно
- Шінія Такахаші — Коромару
- Хідеюкі Хорі — Шюджі Ікуцукі[1]
- Масая Оносака — Джін Шірато
- Нобютоші Канна — Такая Сакакі
- Ацумі Танедзакі — Нацукі Моріяма
- Юка Комацу — Ісако Торіюмі
- Ясунорі Масутані — Такехару Кіріджьо
- Фуміко Орікаса — Маіко Оохаші

## Маркетинг
«Persona 3 The Movie: #3 Falling Down» вперше анонсовано наприкінці «Persona 3 The Movie: #2 Midsummer Knight's Dream», що вийшла на екрани японських кінотеатрів 7 червня 2014 року.

## Продовження
Після титрів фільму було оголошено, що продовження вийде «незабаром». Пізніше сиквел вийшов на екрани у січні 2016 року.

## Саундтрек
| Persona 3 The Movie #3 Falling Down Soundtrack CD | Persona 3 The Movie #3 Falling Down Soundtrack CD | Persona 3 The Movie #3 Falling Down Soundtrack CD |
| #                                                 | Назва                                             | Тривалість                                        |
| ------------------------------------------------- | ------------------------------------------------- | ------------------------------------------------- |
| 1.                                                | «One Determination»                               | 06:55                                             |
| 2.                                                | «Scheme»                                          | 01:50                                             |
| 3.                                                | «Sound of the Beast»                              | 03:01                                             |
| 4.                                                | «Next move»                                       | 01:22                                             |
| 5.                                                | «Mechanical feelings»                             | 00:41                                             |
| 6.                                                | «Reunion»                                         | 01:16                                             |
| 7.                                                | «Sightseeing»                                     | 00:52                                             |
| 8.                                                | «Storm for a Butterfly»                           | 05:44                                             |
| 9.                                                | «Delight you could meet»                          | 01:02                                             |
| 10.                                               | «Grieve»                                          | 02:09                                             |
| 11.                                               | «Resuscitation»                                   | 02:44                                             |
| 12.                                               | «Sentence»                                        | 01:56                                             |
| 13.                                               | «Light in Starless Sky»                           | 04:09                                             |
| 33:41                                             |                                                   |                                                   |